# مردم (ترانه شوگا)
«مردم» (انگلیسی: People; کره‌ای: 사람) ترانه‌ای از خواننده اهل کره جنوبی، شوگا از بی‌تی‌اس است که با نام آگوست دی نیز شناخته می‌شود. «مردم» در ۲۲ مه ۲۰۲۰، توسط بیگ هیت میوزیک به عنوان هفتمین ترانه از دومین میکس‌تیپ شوگا به نام دی-۲ منتشر شد.

## جدول‌های موسیقی
| جدول (۲۰۲۰)                             | بالاترین جایگاه |
| --------------------------------------- | --------------- |
| مجارستان (۴۰ تک‌آهنگ برتر)               | ۲۴              |
| تک‌آهنگ‌های داغ نیوزیلند (آرام‌ان‌زی)       | ۳۲              |
| ترانه‌های دیجیتال ایالات متحده (بیلبورد) | ۱۶              |